# Reid Miles
Pour les articles homonymes, voir Miles.
Ne pas confondre avec le mathématicien Miles Reid.
Reid Miles (4 juillet 1927 - 2 février 1993) est un graphiste américain, principalement connu pour son travail de pochettes d'albums pour Blue Note Records. Au cours des onze années de collaboration avec le label de jazz, il a conçu plus de 500 pochettes, laissant une marque indélébile dans le design graphique du XXe siècle.

## Biographie
Reid Miles travaille à New York dans la publicité, puis pour le magazine Esquire. En 1956, le photographe Francis Wolff (un ami d'Alfred Lion, cofondateur de Blue Note Records) lui propose de travailler au sein du label de jazz, alors à l'avant-garde. Il commence comme assistant de John Hermansader, le directeur artistique de l'époque, mais le remplace rapidement à ce poste.
Reid Miles a également collaboré avec le label Prestige Records.
De façon surprenante, Reid Miles n'était pas fan de jazz lui-même : on raconte qu'il allait échanger les exemplaires gratuits qu'il recevait contre des disques de musique classique.

## Style
Le style de Reid Miles joue avec la typographie, les rythmes et les contrastes, retranscrivant les explosions, les cassures mais aussi la rigueur du jazz moderne. Il travaille beaucoup à partir de photographie, celles de Francis Wolff, mais également les siennes. Il se sert des pleins et des vides de l'image photographie, souvent à fond perdu, pour composer ses pochettes.
Son travail graphique est souvent abstrait, proche d'une forme de minimalisme. Cette économie des formes peut ainsi le rapprocher du Bauhaus ou de l’expressionnisme abstrait, notamment Franz Kline ou Robert Motherwell.
La typographie a également une grande place dans son travail, qu'elle se fasse discrète ou qu'elle devienne le motif principal de la pochette. Ainsi celle de Us Three de Horace Parlan, jouant sur des chiffres découpés et superposés, ou It’s Time de Jackie McLean, utilisant le point d’exclamation comme motif.